# Quế Nguyệt Hương
Quế Nguyệt Hương (chữ Hán: 桂月香, Hàn văn: 계월향; ? - 1592) là một danh kỹ Triều Tiên.

## Sinh bình
Quế Nguyệt Hương nguyên chỉ là kỹ danh, nay không còn lưu lại nguyên danh của bà. Bà sinh trưởng tại thành Bình Nhưỡng khoảng giữa thế kỷ XVI. Trong thời gian xảy ra Nhâm Thìn Nụy loạn, Quế Nguyệt Hương đã can dự với vai trò một gián điệp, điều này được các sử ký chính thống của Triều Tiên và Nhật Bản xác thực.